# Херман фон Холте
Херман фон Холте (на немски: Hermann Graf von Holte; † ок. 1282) е благородник от фамилията Холте от областта на Оснабрюк в Долна Саксония, граф на Холте, споменаван в документи от 1244 до 1282 г. Резиденцията му е замък Холте.
Той е син на Вигболд фон Холте, бургграф на Щромберг, фогт на „Св. Йоханис“ в Оснабрюк († сл. 1263) и съпругата му Волдерадис фон Драйгфьорден († сл. 1285), дъщеря на Видекинд фон Дрифорден. Внук е на Вилхелм фон Холте († 1205) и правнук на Вилхелм фон Холте († сл. 1186) и праправнук на Вигболдус фон Холте († 1153). Баща му става 1259 г. монах в манастир Локум. Майка му също влиза в манастир и става абатиса на манастир Берзенбрюк.
Баща му е брат на Адолф, бургграф на Щромберг, Лудолф († юни 1247), епископ на Мюнстер (1226 – 1247), Вилхелм († 1241), домхер в Мюнстер, Херман, абат на Корвей (1223 – 1253), и на Ютта († 18 юни 1251), абатиса на Нотулн и Метелен.
Херман фон Холте е брат на Вилхелм († 1260), 29. епископ на Мюнстер (1259 – 1260), Ведекинд († 24 май 1313), каноник в „Св. Касиус“ в Бон, Вигболд († 26 март 1304), архиепископ на Кьолн (1297 – 1304), Лудолф, абат на Браувайлер, Беатрикс († 4 декември 1327 в Есен), от 1292 г. княжеска абатиса на Есен, Волдерадис, монахиня в Берзенбрюк, и Гертруд, канонеса в Есен.
Зет му Херман II фон Лон получава 1237 г. чрез съпругата си Гертруд фон Холте господството Холте в областта на Оснабрюк и 1315 г. продава господството Холте за 350 марки на граф Ото IV фон Равенсберг.

## Фамилия
Херман фон Холте се жени за София фон Равенсберг (споменавана 1244 до 1275), дъщеря на граф Лудвиг фон Равенсберг († 1249) и Гертруда фон Липе († 1244). Те имат децата:
- Лудвиг фон Холте, канон в „Св. Мауритц“ в Мюнстер
- Гертруд фон Холте († 1302/сл. 1313), омъжена 1237 г. за граф Херман II фон Лон, господар на Холте († 11 – 13 април 1316), син на граф Херман I фон Лон († 1251) и Еуфемия фон Коеверден († сл. 1250)
- Ютта фон Холте (* ок. 1252; † 1285), омъжена около 1275 г. за Херман фон Ланген (* ок. 1240), син на Херман I ван Ланген († 1280) и Мехтелд ван Лоон († 1270)